# Амазон тринідадський
Амазон тринідадський (Amazona ochrocephala) — птах родини папугових.

## Зовнішній вигляд
Довжина тіла до 37 см. Забарвлення оперення зелене, темнішого відтінку у верхній частині тулуба. Лоб має жовте забарвлення. Лопатка червона. На спині і шиї частково є пір'я з темною облямівкою. На оперенні є червоне дзеркальце. Хвостове пір'я зелене, в основі червоне. Дзьоб чорно-сірий, біля основи наддзьоб'я є червоні плями. Навколо очей знаходиться сіра зона. Райдужка помаранчева. У природних умовах зустрічається велика кількість різних забарвлень.

## Розповсюдження
Його родиною є тропічні та субтропічні райони Америки, від Мексики до Перу і Бразилії. Окремі дикі популяції його підвиду oratrix мешкають в південній Каліфорнії, Флориді і Пуерто-Рико. Також птах відомий як суринамський амазон, жовто-коронний амазон, жовтоголовий амазон, жовтоголова папуга та ін.

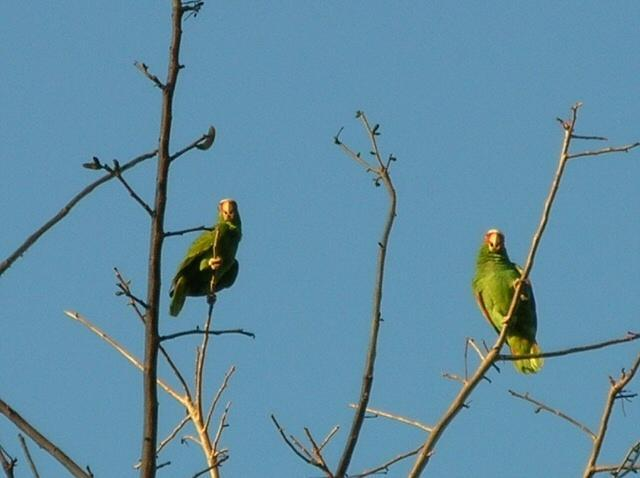
Тринідадські амазони

## Спосіб життя
Населяють тропічні ліси, мангрові зарості, ріллі й оброблювані землі. Зустрічаються звичайно парами, рідше в зграях. Живиться плодами, волоськими горіхами, зернами, ягодами.

## Розмноження
Гніздяться в дуплах дерев. Самка відкладає від 2 до 4 яєць. Насиджування триває 25—26 днів. Через 21—70 днів пташенята вилітають із гнізда.